# Città di Montesilvano Calcio a 5 2010-2011
Questa pagina raccoglie i dati riguardanti il Città di Montesilvano Calcio a 5, squadra di calcio a 5 militante in serie B, nelle competizioni ufficiali della stagione 2010-2011.

## Organico
| N° | Naz.                 | Ruolo | Sportivo            | Anno     |  |  |
| -- | -------------------- | ----- | ------------------- | -------- |  |  |
|    | Italia (bandiera)    | POR   | Dario Dell'Oso      | 02.09.85 |  |  |
|    | Italia (bandiera)    | POR   | Stefano Mammarella  | 02.02.84 |  |  |
|    | Italia (bandiera)    | POR   | Francesco Scordella | 20.06.67 |  |  |
|    | Brasile (bandiera)   | DIF   | Ricardo Caputo      | 15.12.81 |  |  |
|    | Brasile (bandiera)   | DIF   | Márcio Forte        | 23.04.77 |  |  |
|    | Brasile (bandiera)   | DIF   | Alexandre Ghiotti   | 10.01.82 |  |  |
|    | Brasile (bandiera)   | UNI   | Fabricio Calderolli | 02.01.86 |  |  |
|    | Argentina (bandiera) | UNI   | Leandro Cuzzolino   | 21.05.87 |  |  |
|    | Argentina (bandiera) | UNI   | Hernán Garcias      | 10.06.78 |  |  |
|    | Argentina (bandiera) | LAT   | Cristian Borruto    | 09.05.87 |  |  |
|    | Brasile (bandiera)   | LAT   | Adriano Foglia      | 25.04.81 |  |  |
|    | Italia (bandiera)    | LAT   | Andrea Fragassi     | 07.12.85 |  |  |
|    | Italia (bandiera)    | LAT   | Marco Troilo        | 01.06.89 |  |  |
|    | Brasile (bandiera)   | PIV   | Clayton Baptistella | 07.12.83 |  |  |
|    | Brasile (bandiera)   | PIV   | Rogério             | 17.12.78 |  |  |